# HD 319699
HD 319699 (HDE 319699) — звезда, которая находится в созвездии Скорпион на расстоянии около 5675 световых лет от Солнца. Она входит в состав эмиссионной туманности «Кошачья Лапа», которая расположена в Рукаве Стрельца, одном из спиральных рукавов нашей Галактики.

## Характеристики
HD 319699 представляет собой молодую звезду O-класса главной последовательности. Место её рождения — активный регион звёздообразования под названием «Кошачья Лапа» (NGC 6334), который является «колыбелью» многих новорождённых светил. Такие звёзды имеют водородное ядро, в котором недавно начался синтез гелия. Они превосходят по массе наше Солнце и имеют высокую температуру поверхности. Температура HD 319699 оценивается приблизительно в 41000 кельвинов.
HD 319699 не видна невооружённым глазом, поскольку имеет видимую звёздную величину 9,62. Её можно наблюдать в телескоп, если смотреть центральную часть созвездия Скорпион, чуть выше и правее туманности NGC 6334. Звезда впервые в астрономической литературе упоминается в каталоге Генри Дрейпера, изданном в начале XX века. Спектроскопические наблюдения, проведённые в 2006 году, обнаружили у звезды возможного компаньона.